# 바이락타르 TB2

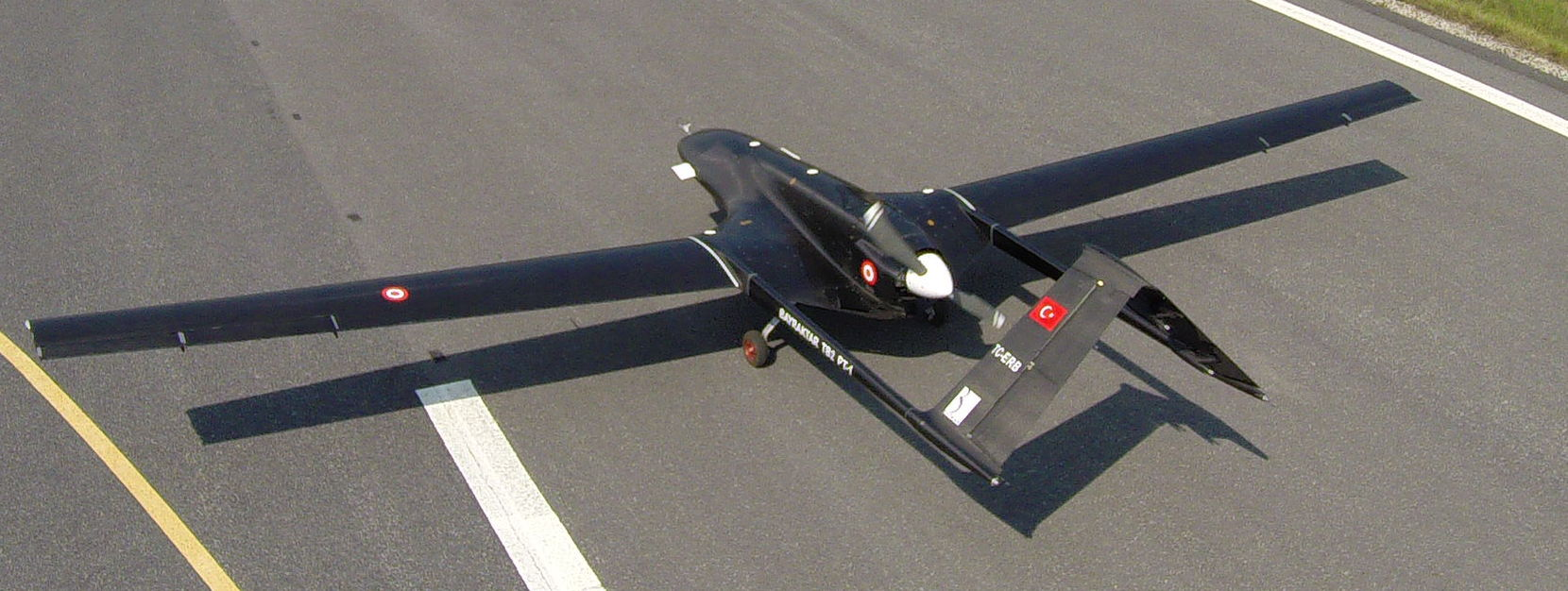
바이락타르 TB2

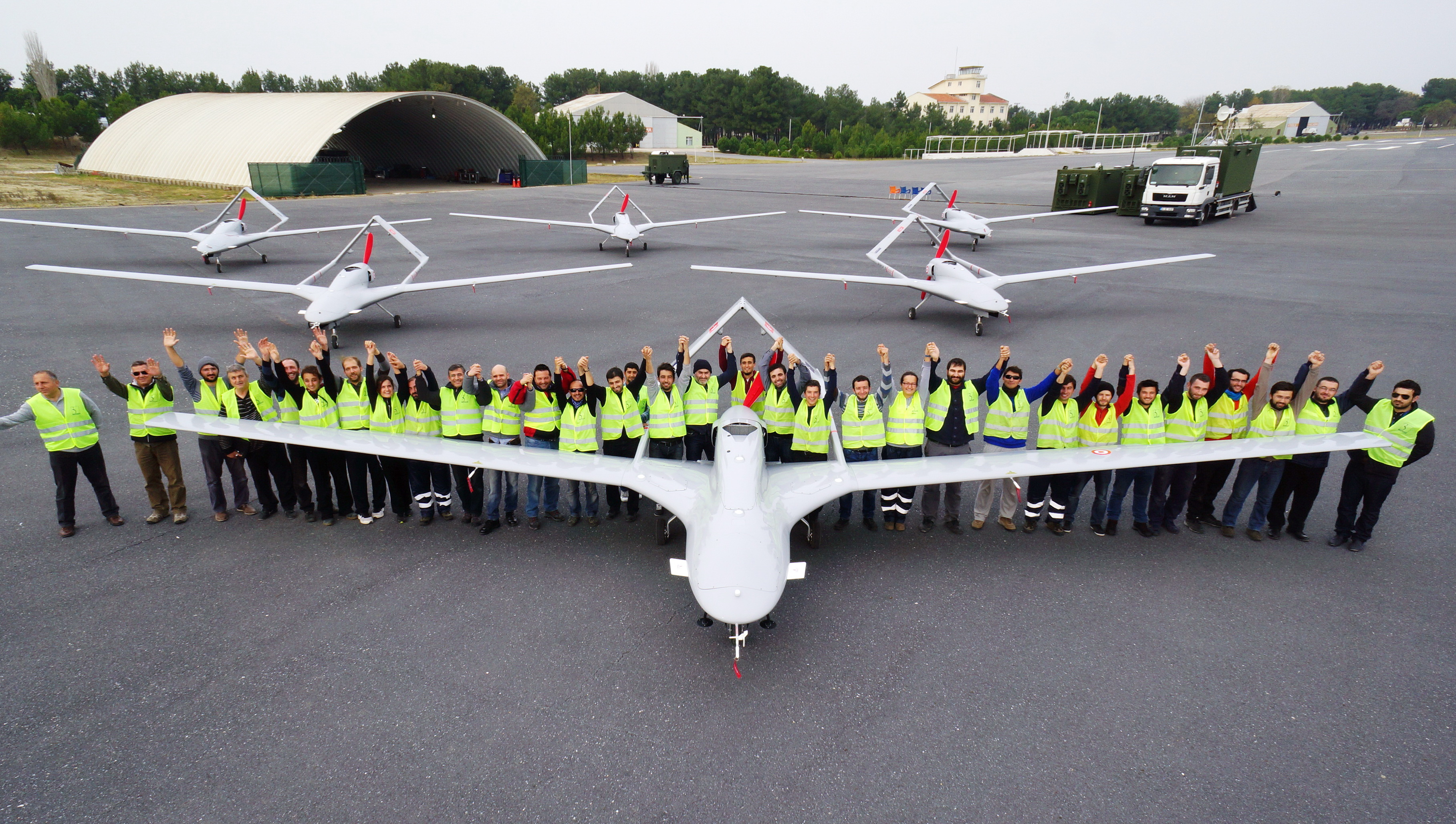
바이락타르 TB2

바이락타르 TB2(튀르키예어: Bayraktar TB2)는 터키의 무인기이다.

## 역사
2014년 8월 초도비행했다. 2015년 12월 18일, 미사일 발사 테스트를 했다. 대당 500만달러(60억원)이다.
2020년 6월 20일, 러시아 Federal News Agency는 터키의 무인기가 이스라엘 IAI 헤론 무인기를 카피한 것이라고 보도했다.
2020년 9월 29일, 2020년 나고르노카라바흐 충돌에서 아제르바이잔이 TB-2 무인기로 아르메니아 T-72 전차를 공격하는 동영상이 보도되었다.
특히 눈길을 끈 것은 아제르 드론이 발사한 미사일에 아르메니아 T-72 탱크들이 산산조각나는 장면이다. 드론은 터키의 방위 산업 기업인 바이카르(Baykar)가 제조한 TB-2 무인공격기로 알려졌다. 터키는 미국이 무인기 인도를 꺼리자 자체 개발에 성공했다. TB-2 드론은 카타르, 우크라이나 등에도 수출되고 있으며 아제르바이잔군도 도입했다. 무기로는 MAM 유도미사일, 대전차 UMTAS 미사일 장착이 가능하며 이번에 UMTAS미사일 한방이 러시아제 T-72 전차를 산산조각내는 장면이 주목을 끌었다.

바이랙타르 TB2(Bayraktar TB2)는 터키의 무인 항공 기술을 대표하는 중장거리 전술 무인기(UAV)로, 터키의 기업인 Baykar Defense에 의해 개발되었습니다. 바이랙타르 TB2는 처음으로 2012년에 시제품이 개발되었고, 2014년부터 터키 국방부와 현지 경찰에 의해 사용되기 시작하였습니다. 이후 국제적인 관심을 받게 되면서 수출 시장에서도 성공을 거두기 시작했습니다.
바이랙타르 TB2 드론의 사양
크기 및 중량: 전장 6.5미터, 전폭 12미터, 무게 650kg
엔진: 1기의 가솔린 터보프롭 엔진
최대 속도: 222 km/h
항속거리: 최대 150시간 연속 비행 가능
고도: 최대 작전 고도 27,000피트 (약 8,230m)
승무원: 무인기로서 조종사 없음, 원격 조종 및 자동비행 기능 탑재
무장: 최대 150kg의 무장을 외부 걸이대에 장착 가능, 레이저 유도 미사일, GPS 유도 미사일 등 다양한 무기 사용 가능
특징: 고해상도 카메라, 전자전 시스템, 전자수집 시스템, 실시간 영상 전송 및 지상 조종소와의 데이터 링크 등 첨단 시스템 탑재
바이랙타르 TB2 드론의 현재 및 미래
바이랙타르 TB2는 터키를 비롯한 여러 국가에서 국방 및 안보 목적으로 활용되고 있습니다. 또한, 국제시장에서도 주목받고 있으며, 수출 국가들이 지속적으로 늘어나고 있습니다. 이러한 성과로 인해 바이랙타르 TB2는 무인기 기술 발전의 중요한 선두주자로 인식되고 있습니다.
앞으로 바이랙타르 TB2는 무인기 기술의 발전에 따라 더욱 첨단화된 센서 및 무장 시스템을 탑재하게 될 것으로 예상되며, 이를 통해 더욱 다양한 작전 환경에서 활용할 수 있을 것입니다. 또한, 인공지능 기술의 도입으로 자율비행 및 지능형 작전 지원 등의 기능이 강화되면서, 전략적 가치와 전술적 유용성이 더욱 높아질 것으로 전망됩니다.
무인기 기술의 중요성이 증대되는 현재, 바이랙타르 TB2는 국제 시장에서의 경쟁력을 유지하고 확장하기 위해 지속적인 기술 혁신과 개선이 필요하며, 이를 통해 터키의 국방 산업과 무인 항공 기술의 선두주자로서의 입지를 더욱 확고히 할 것으로 기대됩니다.
또한, 터키는 바이랙타르 TB2의 성공을 바탕으로 더욱 첨단화된 무인 항공 기술을 연구하고 개발할 것으로 예상되며, 이를 통해 터키의 항공 및 국방 산업의 성장과 발전에 기여할 것입니다. 이를 위해 터키는 국내외 기술 협력을 확대하고, 국제 규제 및 안전 규정을 준수하며 무인기 시장에서의 입지를 더욱 확립해 나갈 것으로 전망됩니다.
바이랙타르 TB2 드론의 전략적 활용
바이랙타르 TB2는 다양한 전략적 활용이 가능한 무인기로 인정받고 있습니다. 국방 및 안보 관련 작전 뿐만 아니라, 지리적 탐사, 기상 관측, 통신 중계, 재난 구조 등 다양한 민간 분야에서의 활용 가능성이 제시되고 있습니다.
특히, 바이랙타르 TB2는 저비용, 고성능의 무인기로서 인공위성에 비해 운용 비용이 낮아 다양한 산업 분야에서 경쟁력을 발휘할 수 있습니다. 이를 바탕으로 전 세계 무인기 시장에서 성공적인 성과를 이끌어 낼 것으로 기대되며, 이를 통해 터키의 항공 및 국방 산업의 성장에 큰 도움이 될 것입니다.

## 미사일
UMTAS 대전차 미사일은 무게 37.5 kg, 사거리 8 km, 레이저 유도 미사일이다. 4발을 탑재하면 150 kg이다.
| 비교 | 바이락타르 TB2 | RQ-101 송골매 | MQ-1 프레데터 | IAI 헤론 | MQ-1C 그레이 이글 | 차기 군단급 무인기 | 서처 II | RQ-2 파이오니어 | MQ-9 리퍼 | MUAV    |
| 무게 | 630 kg         | 290 kg        | 1020 kg       | 1100 kg  | 1633 kg           | 1700 kg            | 500 kg  | 205 kg          | 4760 kg   | 4760 kg |

## 사용국가
- 튀르키예
- 카타르
- 아제르바이잔
- 우크라이나
- 리비아

## 제원
일반 특성
- 길이: 6.5 m
- 높이: 2.2 m
- 날개폭: 12 m
- 최대이륙중량: 630 kg
- 연료량: 300 리터
- 화물중량: 150 kg

- 엔진: 1x 100 hp 프로펠러 엔진 (=MQ-1 프레데터)

성능
- 순항속도: 70 kt (=MQ-1 프레데터)
- 최고속도: 120 kt (=MQ-1 프레데터)
- 순항거리: 150+ km
- 비행지속시간: 27 시간
- 작전고도: 18,000 ft
- 최대운용고도: 27,000 ft

무장
- 4x MAM 미사일, 무게 22 kg, 사거리 8 km, 레이저유도, en:MAM (Smart Micro Munition)
- 2x UMTAS 대전차 미사일, 무게 37.5 kg, 사거리 8 km, 레이저유도

## 같이 보기
- 익룡 1호
- MQ-1 프레데터
- TAI 안카
- 모하제르-6